# Daryush Shokof

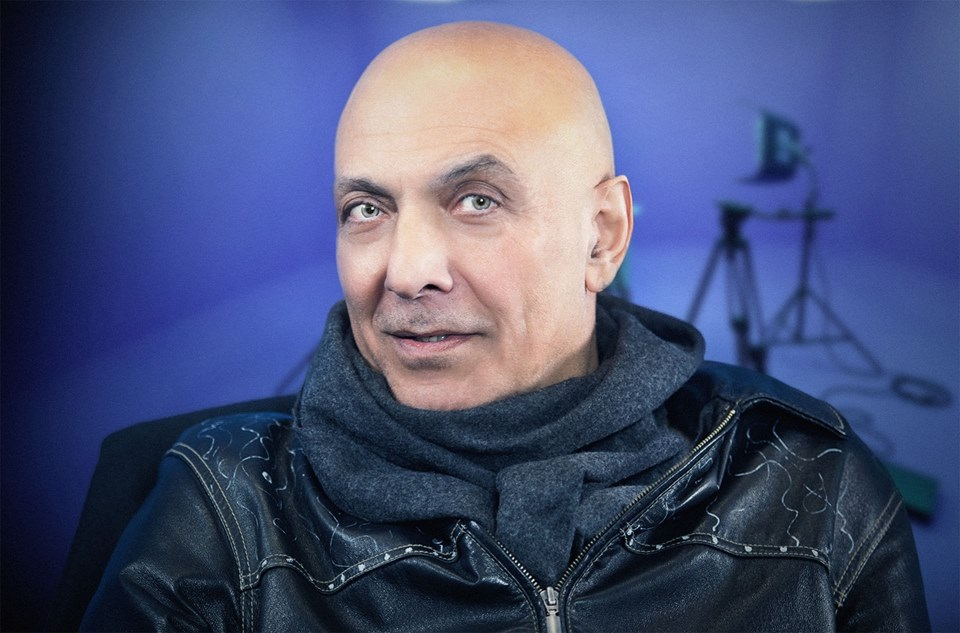
Daryush Shokof (2016)

Daryush Shokof (persisch داریوش شُکوف‎; * 25. Juni 1954 in Teheran als Alireza Shokoufandeh, علی‌رضا شکوفنده‎) ist ein iranischer Philosoph, Künstler, unabhängiger Filmemacher und Schriftsteller, der in Deutschland lebt.

## Leben
Daryush Shokof emigrierte 1979 in die Vereinigten Staaten. In den 1980er Jahren studierte er Physik und Mathematik. Des Weiteren absolvierte er ein Studium an der Filmakademie New York. 1981 nahm er zum ersten Mal an einer Kunstausstellung teil. Diese fand in der New Yorker Galerie Gorky statt. Die erste Ausstellung in Europa hatte er in der Galerie März in Köln.
Zwischen 1981 und 2003 hat Shokof Bilder gemalt, welche er weltweit in etwa 60 Ausstellungen zeigen konnte. Davon 20 Einzel- und etwa 40 Gruppenausstellungen, unter anderem mit Andy Warhol, Bruce Nauman, Jeff Koons, Chuck Close, Roy Lichtenstein, Ed Ruscha, Jim Dine, Robert Mapplethorpe, Louise Bourgeois, Rodney Graham, Heim Steinbach und John Chamberlain. Seine letzte Retrospektive mit mehr als 100 Gemälden von Daryush Shokof war in der Galerie360 Grad, ein Projekt von L’art Visit, in dem Gebäude der ehemaligen Königlichen Eisenbahndirektion 2003 in Berlin.
Im Jahr 1990 drehte er seinen ersten experimentellen Kurzfilm Angels Are Wired in Prag. Nach einigen weiteren Kurzfilmen drehte er seinen Debütfilm Seven Servants mit Anthony Quinn. Der Film wurde 1996 am Filmfestival von Locarno für den Goldenen Leopard nominiert und wurde auf weiteren Festivals wie in Berlin, St. Petersburg, Toronto und Montreal prämiert. Sein Film Venussian Tabutasco wurde 2004 im Rahmen des 2. Berlin Asia-Pacific Film Festival (BAPFF) als Weltpremiere uraufgeführt.
Bislang hat Shokof acht Kinofilme und mehr als zehn Kurzfilme produziert und Regie geführt. Seine Filmdramen Hitler’s Grave und Iran Zendan kamen 2010 in die Kinos.
Am 24. Mai 2010 verschwand Shokof am Kölner Hauptbahnhof, wo er einen Zug nach Paris besteigen wollte. Am 5. Juni 2010 wurde er am Kölner Rheinufer von Passanten aufgefunden. Er gab an, entführt worden zu sein, vier Arabisch sprechende Leute hätten ihn eingesperrt und unter Drogen gesetzt. Nach Abschluss der Ermittlungen teilte die zuständige Staatsanwaltschaft Köln im März 2011 mit, dass Widersprüche in den Angaben Shokofs erhebliche Zweifel an der von ihm behaupteten Entführung haben aufkommen lassen. So seien bei den intensiven rechtsmedizinischen Untersuchungen keine Spuren von Drogen oder ähnlichem bei Shokof festgestellt worden. Von einer Strafanzeige wegen Vortäuschens einer Straftat sah die Staatsanwaltschaft ab.

## Filmografie (Auswahl)
- 1990: Angels Are Wired (Kurzfilm)
- 1991: Ben Hur, the Breathless Taxi-Driver in Casablanca
- 1993: Dogs Are Not Allowed
- 1996: Seven Servants
- 1997: Magass
- 2000: Tenussian Vacuvasco
- 2003: Venussian Tabutasco
- 2003: Kiss, Long and Close (Kurzfilm)
- 2004: A2Z
- 2004: Sie wird … (She would …) (Kurzfilm)
- 2006: Asudem
- 2006: Breathful
- 2007: Smoqing (Kurzfilm)
- 2007: Epicalypse Now (Kurzfilm)
- 2010: Iran Zendan
- 2010: Hitler’s Grave
- 2012: Strange, Stranger
- 2012: Wordlessness
- 2012: Flushers
- 2014: Blind Paris (Kurzfilm)